# 조선민주주의인민공화국의 영화 목록
다음은 조선민주주의인민공화국에서 제작한 영화 목록이다. TV 보도용으로 제작되는 기록영화는 제외하였다.

## 연도별

### 1970년대
- 《꽃파는 처녀》 (1972년)
- 《안중근 이등박문을 쏘다》(1979년)

### 1980년대
- 《숲은 설레인다》 (1983년)
- 《돌아오지 않은 밀사》 (1984년)
- 《사랑 사랑 내사랑》 (1984년)
- 《탈출기》 (1984년)
- 《불가사리》 (1985년)
- 《소금》 (1985년)
- 《명령 027호》 (1986년)
- 《온달전》 (1986년)
- 《령리한 너구리》 (1987년)
- 《동물의 쌍붙기》 (1987년)

### 1990년대
- 《노래속에 꽃피는 가정》 (1990년)
- 《임을 위한 교향시》 (1991년)
- 《자매들》 (1993년)
- 《도시처녀 시집와요》 (1993년)
- 《임꺽정》 (1993년)
- 《청춘이여》 (1995년)

### 2000년대
- 《살아있는 영혼들》 (2000년)
- 《자강도 사람들》(2001년)
- 《어서 오세요》 (2001년)
- 《청자의 넋》 (2002년)
- 《피 묻은 약패》 (2004년)
- 《한 녀학생의 일기》 (2006년)
- 《평양 날파람》 (2006년)

### 2010년대
- 《백선행》 (2011년)
- 《김동무는 하늘을 난다》 (2012년)
- 《평양에서의 약속》 (2012년)
- 《우리 집 이야기》 (2016년)

## 같이 보기
- 영화 목록
- 조선민주주의인민공화국의 영화
- 한국 영화